# Ouragan Opal
L’ouragan Opal est le 17e cyclone tropical nommé, le neuvième ouragan et le plus intense de la saison cyclonique 1995 dans l'océan Atlantique nord. Il a traversé la péninsule du Yucatán en tant que dépression tropicale le 27 septembre, puis s'est renforcé et s'est déplacé vers le nord dans le golfe du Mexique. Il a atteint la catégorie 4 de l'échelle de Saffir-Simpson avant de toucher une seconde fois la côte le 4 octobre, à la catégorie 3, dans le Panhandle de Floride près de Pensacola. Ses vents étaient alors de 185 km/h.
Opal a dévasté la côte avec une onde de tempête de 5 m puis est entré en Alabama et est redescendu au niveau d'une tempête tropicale dans le Tennessee. Les restes de l'ouragan ont également causé de gros dégâts dans les États du mid-Atlantique avant de se dissiper. Tout au long de sa trajectoire, entre l'Amérique centrale et la vallée de l'Ohio, 63 personnes sont mortes et il a fait pour 5,1 milliards $US (de 1995) de dommages, dont la plus grande partie aux États-Unis. Le nom Opal fut retiré des listes futures par l'Organisation météorologique mondiale à cause de des effets de l'ouragan et remplacé par Olga pour la saison 2001.

## Évolution météorologique
La perturbation tropicale qui est à l'origine d’Opal fut repérée sur l'imagerie satellitaire et les analyses synoptiques à l'ouest de la côte ouest de l'Afrique le 11 septembre. Dix jours plus tard, la perturbation avait traversé l'Atlantique central et avait atteint les Petites Antilles. Continuant vers l'ouest, la perturbation a montré peu de signes d'organisation avant d'entrer dans l'ouest des Caraïbes le 23 septembre. Là, l'onde tropicale s'est amalgamée avec une vaste zone dépressionnaire à l'est du Nicaragua, dérivant ensuite vers la péninsule du Yucatán sans développement significatif. Cependant, une augmentation rapide de la zone orageuses près le 27 septembre incita le National Hurricane Center (NHC) à déclarer le système une dépression tropicale à 18 h UTC. Le système était alors était centrée à 130 km au sud-sud-est de Cozumel au Mexique.
La dépression initiale serpenta ensuite la péninsule du Yucatán pendant trois jours en raison de l'absence de circulation atmosphérique dominante. En dépit de ce passage prolongée sur la terre ferme, la dépression développa des bandes de pluie organisées et des navires dans la région ont rapporté des conditions météorologiques qui suggéraient un système plus intense. En conséquence, le NHC rehaussa son intensité à tempête tropicale à midi UTC le 30 septembre, alors que la tempête était toujours sur la côte nord-centrale du Yucatán, lui donnant le nom Opal, ce qui en faisait aussi la première tempête de l'Atlantique nord à recevoir un nom commençant par la lettre « O ».
Au cours des deux jours suivants, Opal entra dans le golfe du Mexique et se déplaça lentement vers l'ouest-sud-ouest dans la baie de Campêche. Là, la tempête s'est renforcée en un ouragan à midi UTC le 2 octobre. Peu de temps après, un œil commença à se former et le système fut happé dans un flux du sud-ouest grâce à un creux barométrique en altitude. Opal quitta donc la baie et accéléra vers la côte américaine du golfe du Mexique. La combinaison des températures chaudes de la surface de la mer et la présence d'une crête subtropicale au-dessus du golfe créa ensuite un environnement hautement favorable pour son intensification,.
Après une réorganisation significative de la structure interne, Opal atteignit à 4 h UTC le 4 octobre son intensité maximale avec des vents maximums soutenus de 240 km/h et une pression barométrique minimale de 916 hPa, ce qui en faisait un ouragan de catégorie 4. Cela représentait une chute de pression de 53 hPa en 24 heures et une chute de 42 hPa en 12 heures, un taux d'approfondissement très rapide, mais pas sans précédent. L'œil du cyclone tropical avait 19 km de diamètre alors que la tempête commença un cycle de remplacement de son mur nuageux ce qui a entraîna son affaiblissement progressif par la suite. À 22 h UTC ce jour-là, Opal toucha terre entre Pensacola Beach et Cape San Blas en Floride à la catégorie 3 et avec des vents de 185 km/h.
L'affaiblissement s'accéléra quand Opal entra dans les terres, dégénérant en une dépression tropicale au-dessus du Tennessee moins de 24 heures après cela. Le cyclone est devenu un cyclone extratropical peu de temps après et les vestiges extratropicaux se dirigèrent vers le nord-est avant de se dissiper près de la côte du lac Ontario et d'entrer au Québec, Canada.

## Préparatifs

### Côte du golfe du Mexique
Bien qu’Opal était un système faible en passant sur de la péninsule du Yucatán, 350 personnes ont été évacuées de Grand Isle, en Louisiane dès le 28 septembre, après que les vagues ont commencé à menacer la route numéro 1, seule artère reliant l'île au continent. Le jour suivant, les compagnies pétrolières exploitant des plates-formes de forage offshore dans le golfe du Mexique commencèrent à évacuer les travailleurs.
Le 1er octobre, une veille de crues côtières fut émise pour des portions de la côte des États-Unis en raison du risque d'onde de tempête. La Garde-côtière des États-Unis émit un avis à l'intention des plaisanciers du golfe du Mexique pour qu'ils fassent preuve de prudence ou restent au port dans la mesure du possible. Le lendemain, le centre des opérations d'urgence de Galveston, au Texas, commença ses activités de préparatifs pour la ville au cas où l'ouragan s'y dirigerait. Pendant ce temps, le lancement de la mission STS-73 de la navette spatiale Columbia, prévue pour le 5 octobre, fut reporté en raison des effets anticipés d’Opal.
Le 3 octobre, un ordre d'évacuation volontaire fut émis sur la paroisse de Plaquemine, en Louisiane, en raison des risques d'onde de tempête et les écoles furent également été fermées à midi. Le même jour, des ordres d'évacuation volontaire furent émis pour le Panhandle de Floride, région qui serait en fin de compte la zone la plus touchée. Plus à l'ouest, un ordre d'évacuation obligatoire fut mis en place pour le comté de Mobile, en Alabama, par le gouverneur de l'époque, Fob James. Juste avant midi le 4 octobre, l'ouragan s'approchant de la côte, les comtés d'Escambia, d'Okaloosa et de Santa Rosa en Floride cessèrent  les évacuations, ordonnant plutôt à ceux qui étaient encore dans les zones vulnérables de chercher refuge. Cependant, la grande quantité d'évacués conduisit à une congestion routière monstre; Les responsables du comté d'Escambia ont estimé que des dizaines de milliers d'automobilistes étaient encore sur les routes d'évacuation dans le comté seulement quelques heures avant que l'ouragan ne touche la côte. Les évacuations de masse dans d'autres comtés se sont terminées dans l'après-midi du 4 octobre, bien que de nombreux évacués dans d'autres endroits n'aient pas pu atteindre les zones sûres avant l'apparition des vents violents.
Environ 100 000 personnes ont été évacuées de la côte du Golfe des États-Unis avant l'arrivée d’Opal, 5 % des personnes évacuées cherchant refuge dans des abris publics et plus de la moitié des personnes évacuées cherchant un abri hors de leur comté d'origine. Dans son évaluation post-tempête, l'Agence fédérale de gestion des urgences (FEMA) a noté que les frappes des ouragans Allison et Erin sur le Panhandle  de Floride en début d'année créèrent une atmosphère de doute pour la préparation pour l'ouragan Opal : certains furent complaisants et attendirent, tandis que d'autres plus touchés par les pannes d'électricité généralisées causées par Erin se préparèrent mieux à l'approche de l'ouragan. Quoi qu'il en soit, l'ensemble du processus d'évacuation fut décrit comme chaotique, et l'incapacité à évacuer par les routes d'évacuation plus rurales fut critiqué. La congestion sur ces routes provoqua le retour de certaines évacuées vers les zones vulnérables le long de la côte, faisant craindre le pire aux autorités.

### Ailleurs
Les alertes météorologiques furent émises pour les États plus à l'intérieur des terres le long de la trajectoire du système, dont un avertissement de crue soudaine le 5 octobre pour des parties de l'Alabama, du nord de la Géorgie et des parties occidentales de la Caroline du Nord et de la Caroline du Sud. L'avertissement incluait également l'est du Tennessee. Une veille fut aussi en vigueur pour certaines parties de la vallée de l'Ohio supérieur, de la région du centre du littoral atlantique, de la partie centrale des Appalaches et des Grands Lacs inférieurs. Des avertissements de vent furent aussi émises pour le nord-ouest de la Caroline du Sud jusqu'à l'ouest de l'État de New York. Une veille de coup de vent, puis un avertissement, étaient également en vigueur pour les lacs Érié et Ontario, ainsi que des sections sud de la Voie maritime du Saint-Laurent.

## Impact

### Mexique et Amérique centrale
Bien qu’Opal n'ait été qu'une tempête tropicale faible quand elle a affecté la péninsule du Yucatán, son mouvement lent a laissé des accumulations de pluies importantes sur une grande partie de la région. L'État de Tabasco a reçu environ 20 % de ses précipitations annuelles en quatre jours. À travers les États de Campeche et Tabasco, plus de 42 000 personnes furent forcées d'évacuer alors que les rivières débordèrent. Selon Notimex, environ 100 000 personnes quittèrent leur maison à cause de la tempête. Au 1er octobre, environ 500 000 acres de cultures avaient été détruites par les inondations
À San Francisco de Campeche, les eaux de la crue ont atteint une hauteur de 1,8 m dans les rues. Le gouverneur Jorge Salomon a ordonné la fermeture de tous les bureaux du gouvernement, les entreprises et les écoles jusqu'au 2 octobre. Au moins 60 villes à travers l'état furent isolées par les inondations. Au 3 octobre, les pertes agricoles dans l'État de Campeche seulement étaient estimées en milliards de pesos (des centaines de millions de dollars américains). Au moins 19 personnes ont péri à travers le Mexique et 31 autres ont été tuées au Guatemala.

### États-Unis

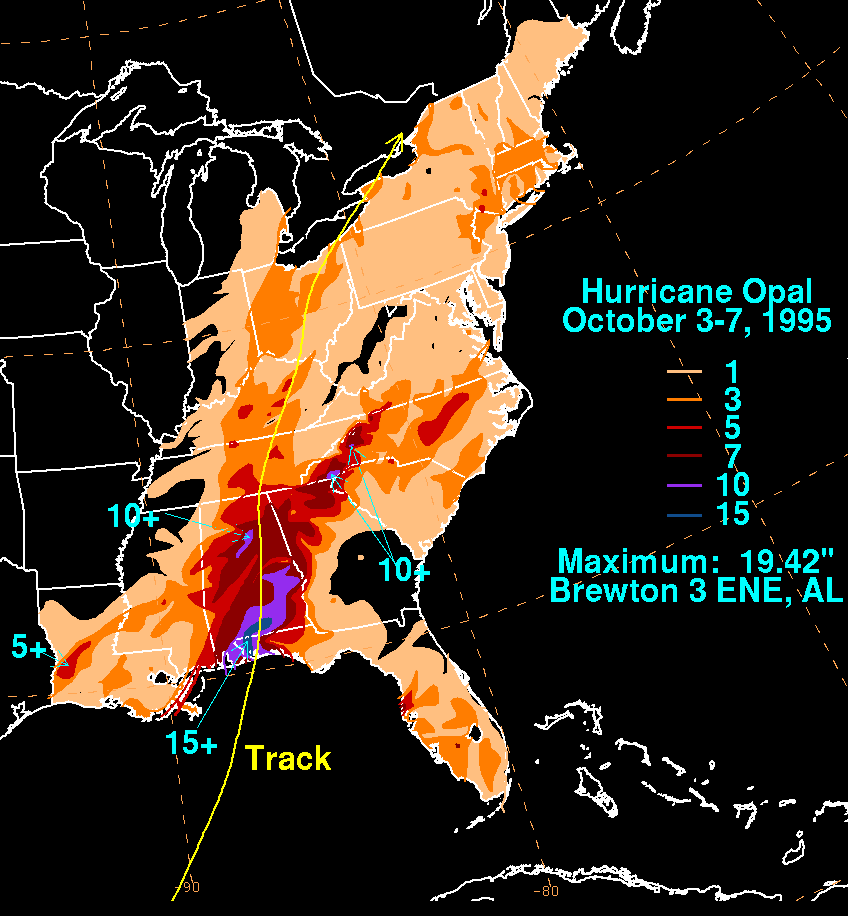
Accumulations totales de pluie.
(1 pouce = 25.4 mm)

Opal a causé pour environ 5,1 milliards $US (de 1995) de dommages, surtout en Floride, ce qui en faisait le troisième ouragan le plus coûteux à l'époque. Neuf personnes ont aussi perdu la vie aux États-Unis.
Les vents les plus forts signalés par une station terrestre furent de 73 nœuds (135 km/h) avec des rafales à 125 nœuds (232 km/h) au Hurlburt Field, en Floride. Des tornades isolées furent signalées dans le Panhandle de Floride et les États du centre du littoral atlantique. Un décès est survenu à Crestview, en Floride, à la suite d'une tornade, alors que trois autres tornades blessèrent plusieurs personnes et endommagèrent gravement un certain nombre de structures dans les comtés Charles, Prince George et Anne Arundel dans le Maryland.
Selon le Corps du génie de l'armée des États-Unis et l'Institut d'études géologiques des États-Unis, l'onde de tempête dans la baie de Mobile et la côte du golfe du Mexique de l'Alabama vers le Panhandle de Floride, varia de 5 à 14 pieds (4,3 m) selon les marégraphes et jusqu'à 21 pieds (6,4 m) selon les traces laissées sur les bâtiments. Par exemple, la jauge de marée à la jetée de Panama City Beach a enregistré un maximum d'environ 8,3 pieds (2,5 m) au-dessus du niveau moyen de la mer, alors qu'à l'extrémité de la jetée, l'élévation de la ligne de débris était d'environ 18 pieds (5,5 m) au-dessus de ce niveau. Les vagues déferlantes au sommet de l'onde de tempête ont donc ajouté environ 10 pieds (3 m). De nombreuses structures dans cette zone combinant des ondes de tempête et des vagues déferlantes ont subi des dommages structurels majeurs.
La combinaison d’Opal et de la dépression post-tropicale qui lui succéda a provoqué de fortes pluies le long de leur trajectoire. Les totaux de précipitations ont généralement varié de 125 à 250 mm sur le Panhandle de la Floride, l'Alabama et la Géorgie, le maximum de précipitations atteignant 392 mm à Ellyson, Floride, et 493 mm à Brewton, Alabama (voir carte ci-contre). Les accumulations en Caroline du Sud furent de 50 à 100 mm alors qu'en Caroline du Nord elles atteignirent jusqu'à 8,95 pouces (227 mm) à Highlands et 9,89 pouces (251 mm) à Robinson Creek. Ailleurs, des totaux de 25 à 75 mm furent enregistrés dans certaines parties du nord-est des États-Unis à partir du Maryland. Ces pluies furent décrites comme bénéfiques pour les régions du nord-est des États-Unis qui connaissaient une période de sècheresse prolongée.

#### Floride

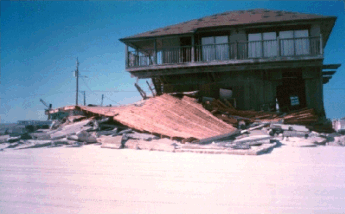
Dommages fait par Opal.

Environ 320 km du littoral de la Floride ont subi les effets de l'ouragan Opal. Les deux ondes de tempête signalées étaient de 1,5 à 1,8 m au-dessus de la normale à Apalachicola, de 0,61 à 1,2 m au-dessus de la normale à Sarasota.
La plupart des dommages structuraux se sont produits près de la côte sur la Panhandle de la Floride, en raison de l'onde de tempête. Aucun décès ne fut causé par l'onde de tempête, un fait assez inhabituel, compte tenu de la force et de la densité de population dans cette région. L'île d'Okaloosa, à Fort Walton Beach, fut submergée par la mer. Les résidents ne furent pas autorisés à retourner sur l'île avant que les maisons puissent être sécurisées. Près d'un kilomètre et demi de la route 98 près de la base aérienne d'Eglin fut complètement détruite. Les dunes de sable le long du tronçon de la route, normalement hautes de 7,6 m, furent nivelées par le vent et la montée subite des eaux.

#### États du sud et sud-est
De nombreux arbres furent abattus dans le sud-est des États-Unis causant des pannes électrique qui laissèrent plus de deux millions de personnes dans le noir dont 476 000 en Alabama, un record pour l'État à l'époque qui fut battu en 2004 par l'ouragan Ivan. Les dommages furent lourds jusqu'à Montgomery où les vents atteignirent 140 km/h.
Au Mississippi, les dommages causés par le vent se limitaient principalement aux branches, aux lignes électriques et aux panneaux dont le coût estimé totalisait 75 000 $US. Une blessure mineure fut signalée dans le comté de Harrison en raison de débris.
En Louisiane, les vents ont causé des dommages à certaines maisons mobiles et aux toits d'autres structures. Certaines routes côtières basses ont été inondées. Bien qu'aucune blessure directe ne soit survenue lors de l'ouragan dans cet État, une blessure indirecte s'est produite lors d'un accident inusité. Un employé de la paroisse de Jefferson fut blessé en tentant d'abaisser un grand drapeau le 4 octobre alors qu'il fut projeté lorsqu'il tenait la corde du drapeau. Il subit de graves blessures lorsqu'il est retombé au sol. Au total, les dégâts en Louisiane s'élevèrent à 200 000 $US. La houle d’Opal a débordé en certains points le long de la côte du Texas ce qui ont endommagé plusieurs véhicules.
En Géorgie, les vents violents dans le comté de Rabun ont causé pour 5 millions $US de dommages le 5 octobre où de nombreux arbres furent abattus. Il y eut panne d'électricité pendant au moins une semaine. Plus de 4 000 arbres furent renversés dans la seule ville d'Atlanta; tombés sur les routes, sur les lignes électriques, les maisons, les maisons mobiles et les automobiles. Plus d'une demi-douzaine de personnes furent blessées par la chute d'arbres au petit matin du 5 octobre. Plus de 1 200 poteaux de téléphone furent renversés et près de 5 000 lignes électriques furent cassées. Des équipes de réparation venus des États voisins aidèrent à rétablir le courant, mais des milliers de résidences sont restées sans électricité toute la fin de semaine.
Toujours en Géorgie, l'Interstate 285 à Atlanta fut coupée sur 24 mètres. Les cours furent suspendus les 5 octobre et 6 octobre dans les villes d'Atlanta, de Marietta et dans les comtés de Fulton, Coweta, Carroll et Douglas. Au total, 47 écoles sur 101 furent fermées dans le seul comté de Dekalb. Quatre parcs d'État fernèrent leurs portes après le passage d’Opal. Les experts agricoles estimèrent que les dommages à la culture des noix de pécan furent d'environ 50 millions $US. Plusieurs rivières et criques débordèrent de leur lit.
En Caroline du Sud les fortes pluies ont causé des inondations qui ont fermé les routes et les ponts, causant aussi pour 24 millions de dollars de dommages aux cultures et aux biens. Une tornade à Chesterfield provoqua la chute de nombreux arbres dans la réserve faunique nationale de Sandhills. Des arbres furent abattus à Orangeburg, dont l'un de ces arbres tomba sur une voiture. Une tornade F0 a abattu un certain nombre d'arbres et de lignes électriques. Elles endommagea aussi des véhicules récréatifs, des structures et des bateaux à Greenville.
En Caroline du Nord, trois décès furent signalés, dont un homme de Candler qui fut tué par la chute d'un arbre sur sa maison mobile et un autre qui mourut près de Marshall quand un arbre soufflé par le vent le frappa alors qu'il aidait à dégager une route. Dix personnes furent blessés par des débris ou la chute d'arbres. Les dommages totalisèrent 15 millions $US. Les pluies dans la Robinson Creek engendrèrent des inondations soudaines. Un glissement de terrain fut déclenché par les pluies de la dépression post-tropicale Opal et a endommagé le Blue Ridge Parkway. La dépression a déclenché un champ de débris dans la région de Poplar Cove dans le comté de Macon. Les inondations les plus graves ont apparemment eu lieu dans le comté d'Avery où des évacuations furent nécessaires et où des citernes de propane flottaient dans la rivière Banner Elk.

#### États du Mid-Atlantic
En Virginie, un grand nombre d'arbres dans la vallée de Shenandoah et le long du plateau d'Allegheny furent soufflés par les vents plus forts à cette altitude. Plus de 7 000 personnes subirent une perte de courant électrique mais les dégâts ne s'élevèrent qu'à 5 000 $US.
Dans les monts Great Smoky, l'électricité et le service téléphonique furent indisponibles dans de nombreuses zones du parc. La route de Newfound Gap fut fermée pendant plusieurs jours à cause de la chute d'arbres et d'un éboulement. Les campeurs furent invités à quitter le terrain de camping près de Gatlinburg à cause de la crue. De nombreuses sections de la promenade Blue Ridge furent fermées à cause des arbres tombés en travers de la route et des inondations se sont produites dans la partie nord.
En Virginie-Occidentale, des vents violents associés aux restes d’Opal ont cassé des arbres, de grosses branches, des lignes électriques et soufflé des bardeaux sur le toit des maisons. La grande majorité des dommages se sont produits à des altitudes supérieures à 2 000 pieds (609,6 m) mais furent mineurs,.
Dans le Maryland, trois tornades furent signalées. La première tornade a suivi la route d'État 425 entre les villes d'Ironside et de Grayton et le long de sa trajectoire plusieurs arbres furent déracinés ou cassés, deux hangars furent détruits et deux autres subirent des dommages au toit. La deuxième, et la plus intense, a frappé à Temple Hills, blessant trois personnes après avoir atteint un vent de pointe de 240 km/h. Elle endommagea 100 maisons, dont 15 furent des pertes totales, la Potomac Electric Power a rapporté 9 000 clients sans électricité et le total des dommages totalisa 5 millions $US de dollars. La troisième frappa Odenton avec une intensité F1 et a fait 250 000 $US en dégâts dans la région, dont 11 maisons endommagées. Environ 10 000 personnes perdirent le courant électrique dans tout le district desservi par la Baltimore Gas and Electric.

#### Vallée du Mississippi et Midwest
Dans le Tennessee, les vents ont causé des bris aux arbres et aux lignes électriques, plus de 110 km du sentier des Appalaches furent fermés en raison de la chute des arbres. Au total, plus de 20 000 personnes perdirent le courant.  Le total des dommages s'éleva à 2,02 millions de dollars dont la moitié dans le comté de Hamilton. Un cirque fut même isolé dans un terrain de camping et le personnel a dû être évacué.
Dans le Kentucky, plusieurs arbres furent abattus et les sols ont été saturés après le passage des restes de l'ouragan. Un pont fut emporté par le ruisseau Sulphur et des inondations mineures furent signalées sur la route 80 du Kentucky. À Elizabethtown et dans la région de Fort Knox, plusieurs sections de routes furent emportées par les eaux.
Au Michigan, les pluies ont fait déborder la rivière Middle Rouge. Les vents forts ont détruit une grange à deux étages de 61 mètres de longueur à Marine City et coupé l'électricité à plusieurs endroits, entraînant des fermetures d'écoles. Les restes d’Opal sont aussi passés sur le nord-est de l'Ohio, le nord-ouest de la Pennsylvanie et l'État de New York. Plusieurs automobiles furent endommagées par la chute d'arbres ou de branches. Les cultures furent endommagées, un certain nombre de fermes signalant des dégâts aux champs de maïs et aux vergers de pommes par le vent. Les vents soutenus du nord-est avant la tempête, atteignant 89 km/h avec des rafales à 110 km/h donnèrent des vagues allant jusqu'à 4,3 m de hauteur sur le lac Érié causant l'érosion de plages, allant de mineure à modérée, des inondations localisées et l'échouement de bateaux. Les dommages dans l'Ohio s'élevèrent à 205 000 $US. L'estimation des dommages est inconnue en Pennsylvanie et seulement de 35 000 $US dans l'État de New York,.

#### États du nord-est
Dans le New Jersey, la pluie a donné jusqu'à 110 mm de pluie, provoquant l'inondation de petits cours d'eau. De violents orages accompagnant le système ont aussi déraciné des arbres près de Belvidere. Des fils coupés ont causé des pannes d'électricité à Hackettstown et dans le canton de Mansfield.
Dans le Vermont, le New Hampshire et le Maine, des vents destructeurs affectèrent certaines régions. Au Vermont ce fut surtout le long du versant ouest des montagnes Vertes. Ils abattirent des arbres et des lignes électriques dans les comtés d'Essex, d'Orléans, d'Addison, de Caledonia et de Rutland. Une personne fut blessée à Marlborough au New Hampshire quand un arbre fut soufflé sur son pick-up circulant à proximité. Dans Maine, la mer démontée causa l'érosion de certaines plages à Saco et arracha certains bateaux de leur quai à 
Camden et Rockland. Les dommages s'élevèrent à 135 000 $US au Vermont.

### Canada
Des avertissements de coups de vent furent émis pour le sud Ontario et le haut Saint-Laurent par le Centre canadien de prévision des ouragans le 5 octobre. Un avertissement de pluie abondante fut aussi émis par les centres météorologiques de l'Ontario et du Québec pour les parties sud des deux provinces bien que les quantités ne fussent pas de l'ordre de ceux associés à l'ouragan Hazel en 1954,. Un avertissement de coups de vent fut aussi émis pour Nouvelle-Écosse.
Les précipitations varièrent de 15 mm dans le nord-ouest de l'Ontario à 100 mm dans le sud de l'Ontario et du Québec, moins au Nouveau-Brunswick, Par exemple, Toronto a reçu 78,6 mm, inondant les sous-sols et les rues Au Québec, 80 mm fut enregistré à Montréal à seulement 2 mm du record établi par l'ouragan Frederic en 1979. Les précipitations se sont étendues à la Nouvelle-Écosse, mais seulement 15 mm furent signalées. Les vents accompagnants ont atteint 83 km/h à Toronto et jusqu'à 102 km/h dans le sud de l'Ontario, cassant les arbres et les fils électriques.

## Retrait du nom
En raison de la destruction extrême dans le sud-est des États-Unis et le nombre de morts au Mexique, le nom Opal fut retiré au printemps de 1996 des listes futures de nom d'ouragans du bassin atlantique par le comité des cyclones tropicaux de l'Organisation météorologique mondiale. Il fut remplacé par « Olga » pour la saison 2001.